# 博西萊格勒

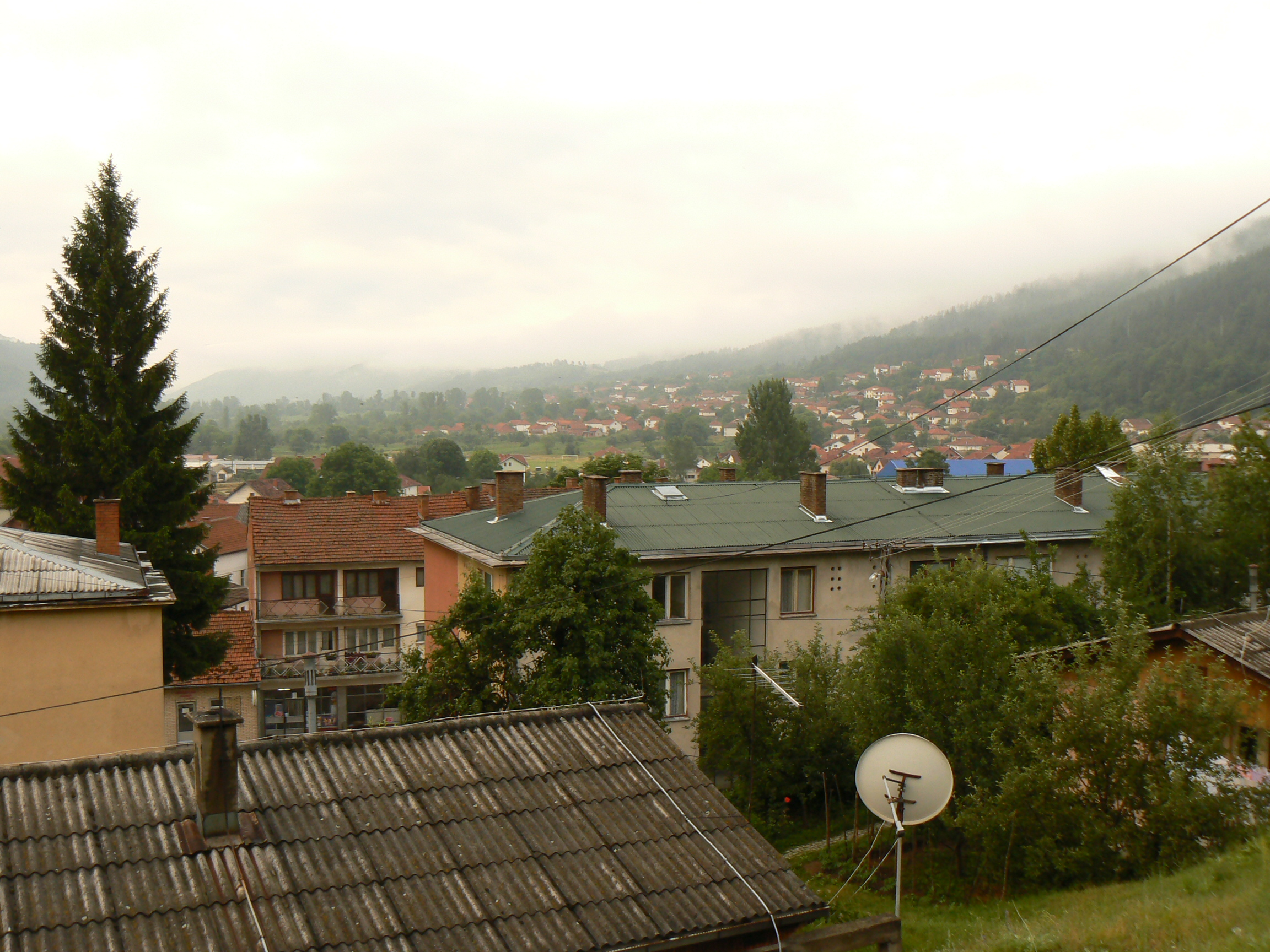

博西萊格勒是塞爾維亞普奇尼亞州的城鎮，位於該國東南部，面積571平方公里，海拔高度696米，2022年人口4,075，其中七成以上居民是保加利亞人。